# Raketattackerna mot Zagreb
Raketattackerna mot Zagreb (kroatiska: Raketiranje Zagreba) var en serie artilleriattacker mot Zagreb i Kroatien som utfördes under det kroatiska självständighetskriget år 1995 av serbiska separatistiska styrkor. 
Den 2–3 maj 1995 angrep serbiska separatister Zagreb med luftvärnsrobotar av typen M-87 Orkan som vedergällning för den kroatiska arméns offensiv i samband med operation Blixt. Den serbiska sidans raketattack riktades medvetet mot civila mål. Sju civila personer dödades och 214 skadades under attacken. Attacken riktades mot flera städer och Zagreb var befolkningsmässigt den största av dessa. Det var första och enda gången som klusterbomber användes i det kroatiska självständighetskriget. 
ICTY beskrev attacken som ett brott mot mänskligheten och för sin inblandning i händelsen åtalades två serber: Milan Martić som år 2007 dömdes till 35 års fängelse för att ha beordrat attackerna och Momčilo Perišić som först dömdes till 27 års fängelse men som frikändes år 2013.